# Hrdibořické rybníky
Hrdibořické rybníky je národní přírodní památka poblíž obce Hrdibořice v okrese Prostějov. Oblast spravuje regionální pracoviště Olomoucko AOPK ČR.

## Předmět ochrany
Důvodem ochrany je na zrašelinělých půdách vzniklý Velký a Malý rybník a jako následek drobné těžby rašeliny čtyři další malá jezírka. Rákosiny kolem Velkého rybníka umožňují hnízdění mnoha druhů vodního ptactva např. poláka velkého (Aythya ferina), poláka chocholačky (Aythya fuligula), lysky černé (Fulica atra), potápky roháče (Podiceps cristatus), labutě bílé. Z dravců v přilehlých lesících zahnízdil moták pochop (Circus aeruginosus) a káně lesní (Buteo buteo). Vhodné prostředí je zde pro obojživelníky. Byly zde zjištěni skokan hnědý (Rana temporaria) a skokan zelený (Pelophylax esculentus). V lesních porostech převažuje vrba, topol, olše, křovité patro je zastoupeno z velké části bezem černým (Sambucus nigra). Přes značnou ruderalizaci bylinného patra zde najdeme matiznu bahenní (Angelica palustris), která je v rámci naší republiky považována za vymizelou a ze tak zařazena do záchranného programu ohrožených druhů. V odvodňovacích příkopech a pobřežní zóně Malého rybníka se nachází potočnice drobnolistá (Nasturtium microphyllum). 

## Fotogalerie

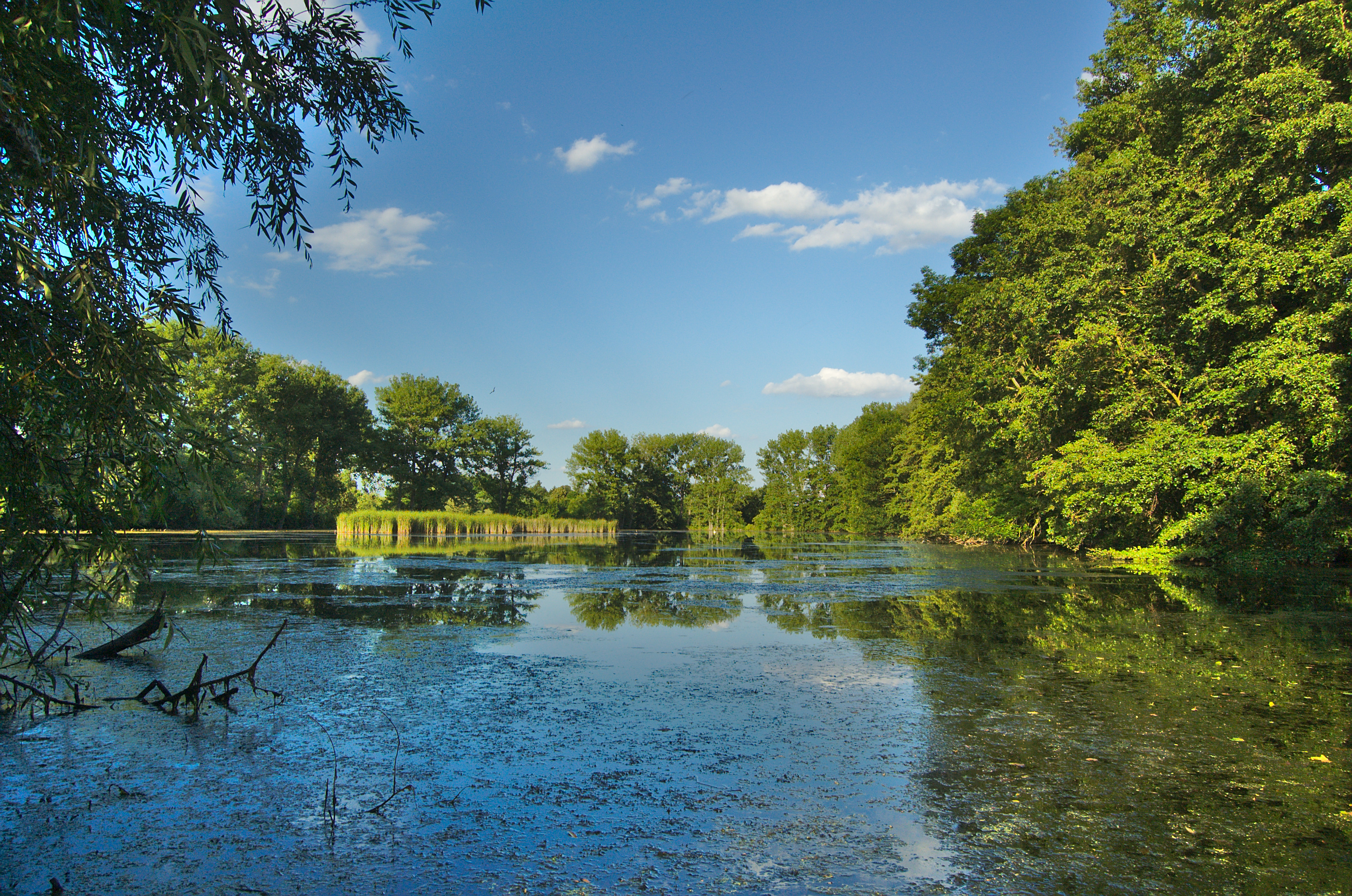
Rybník Husák
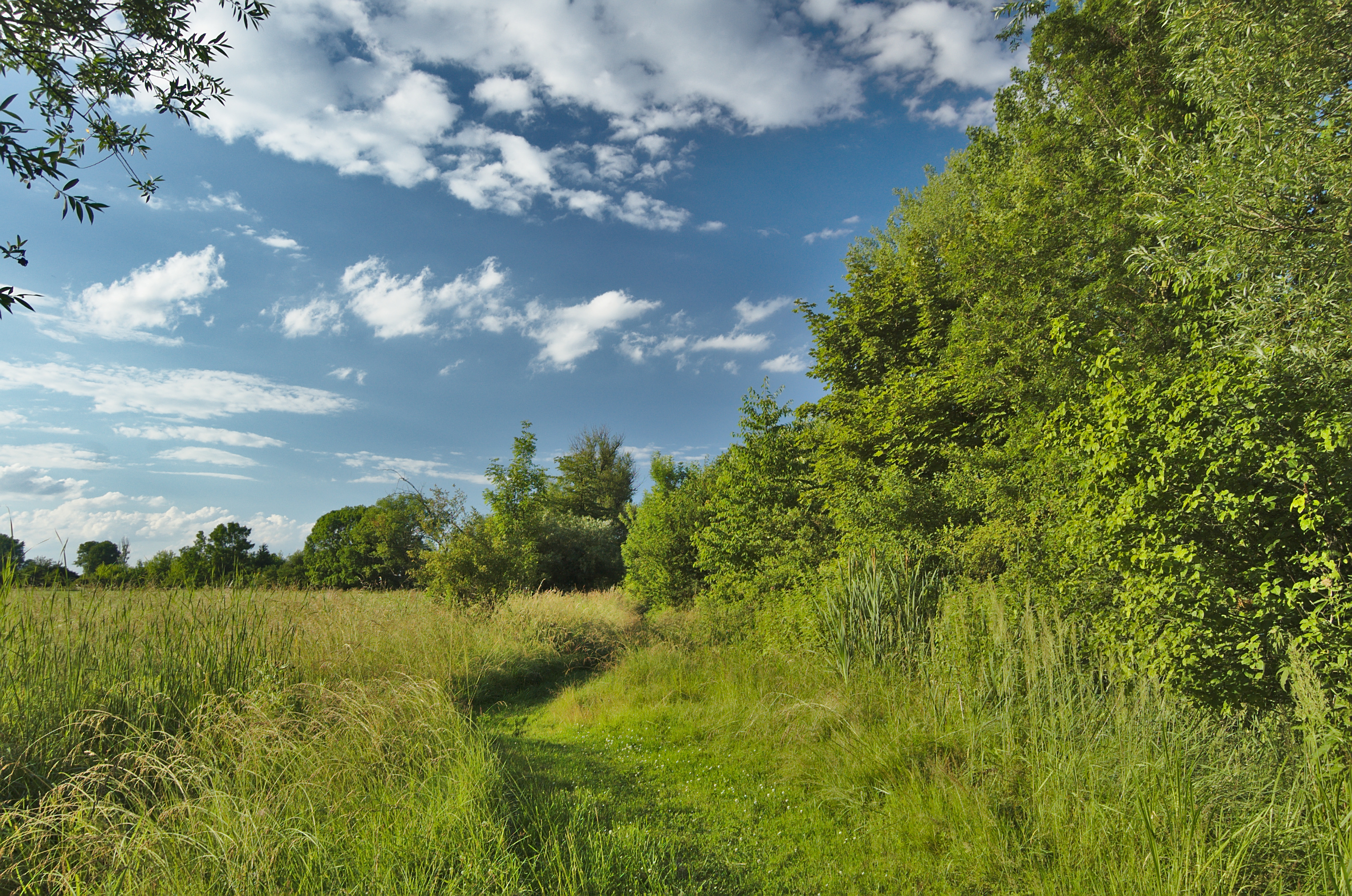
Louka u rybníka Husák
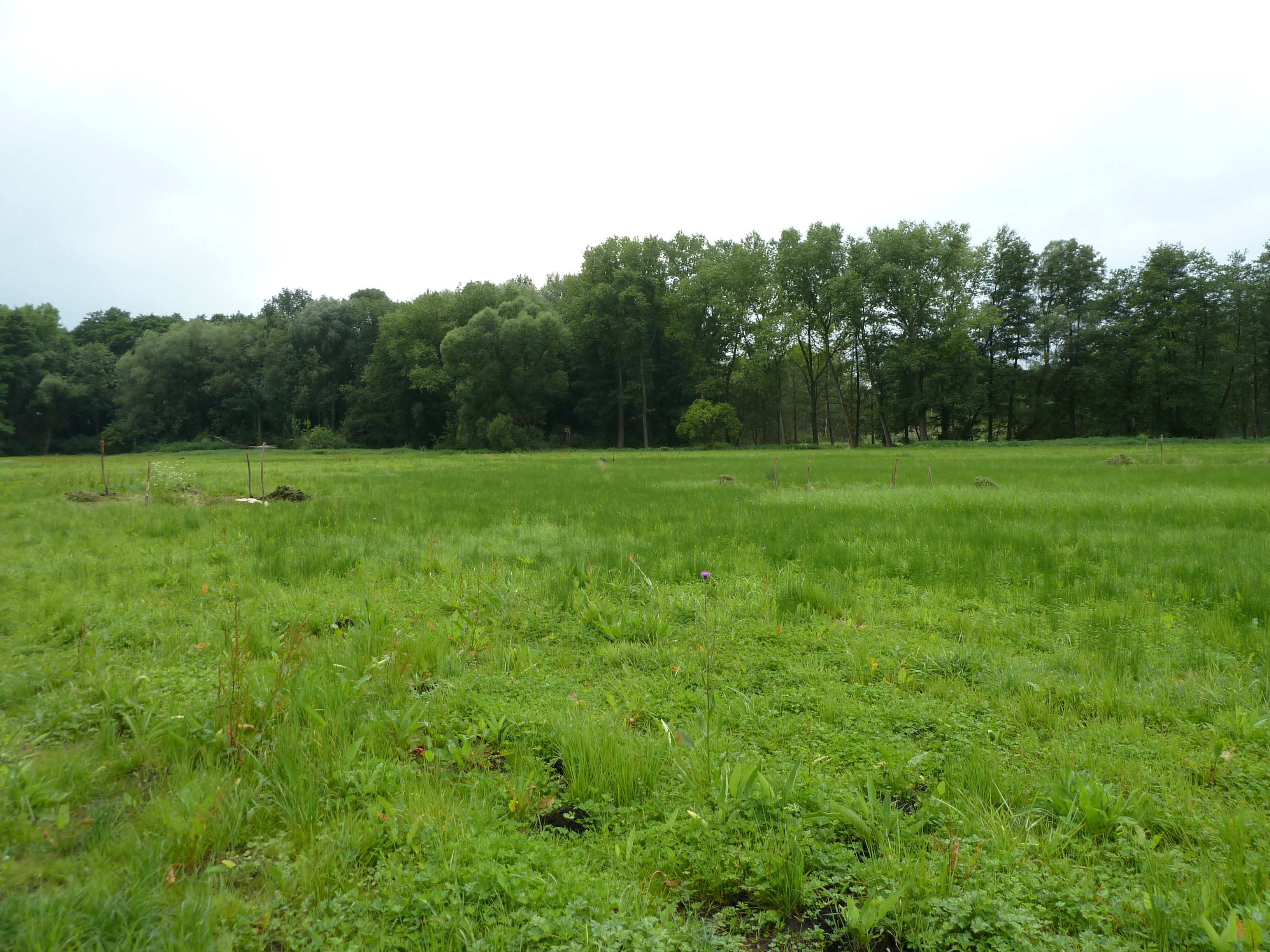
Jedna z luk v chráněném území
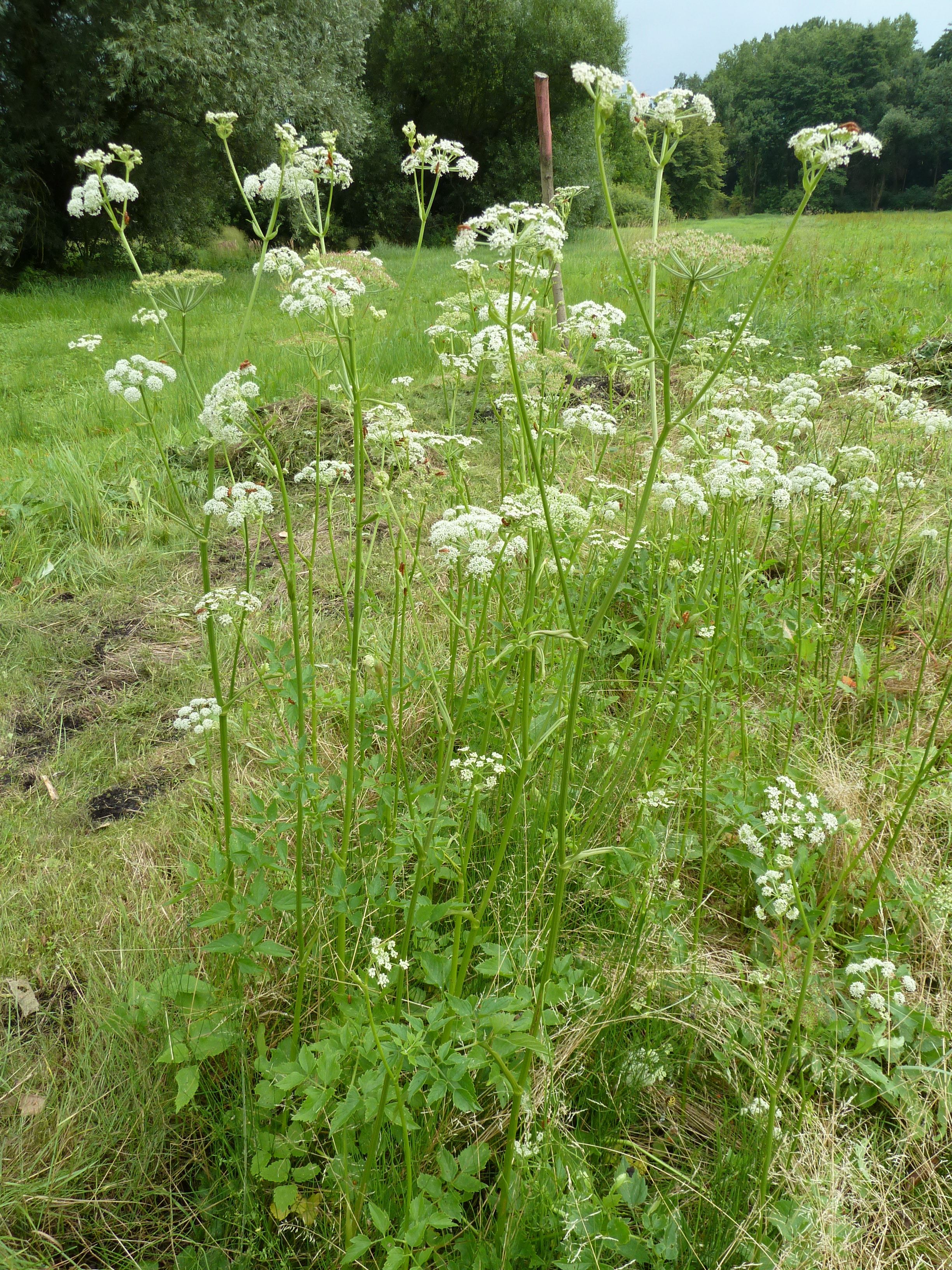
Matizna bahenní, která zde má jedinou lokalitu v Česku
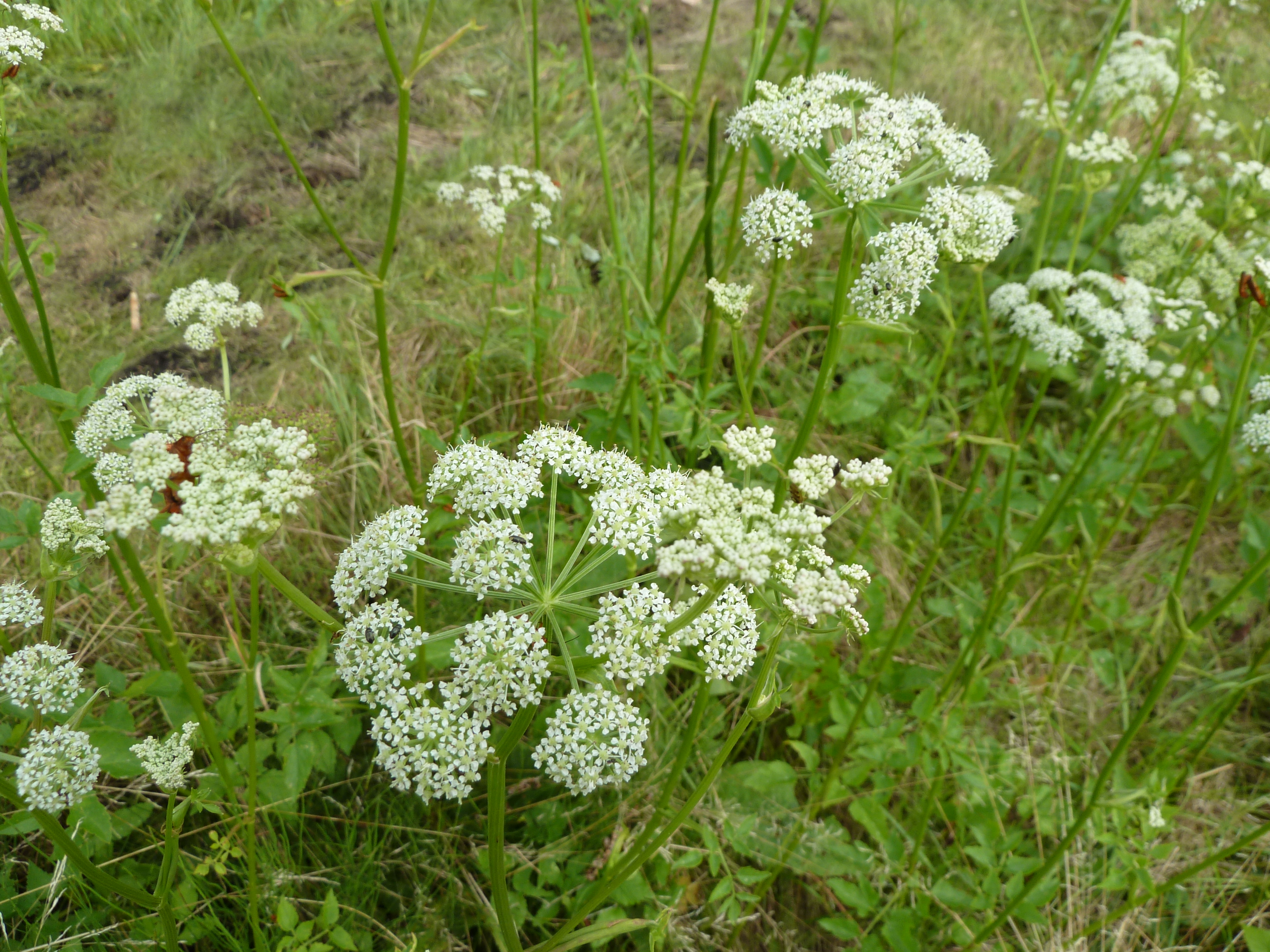
Matizna bahenní